# Đavolja varoš

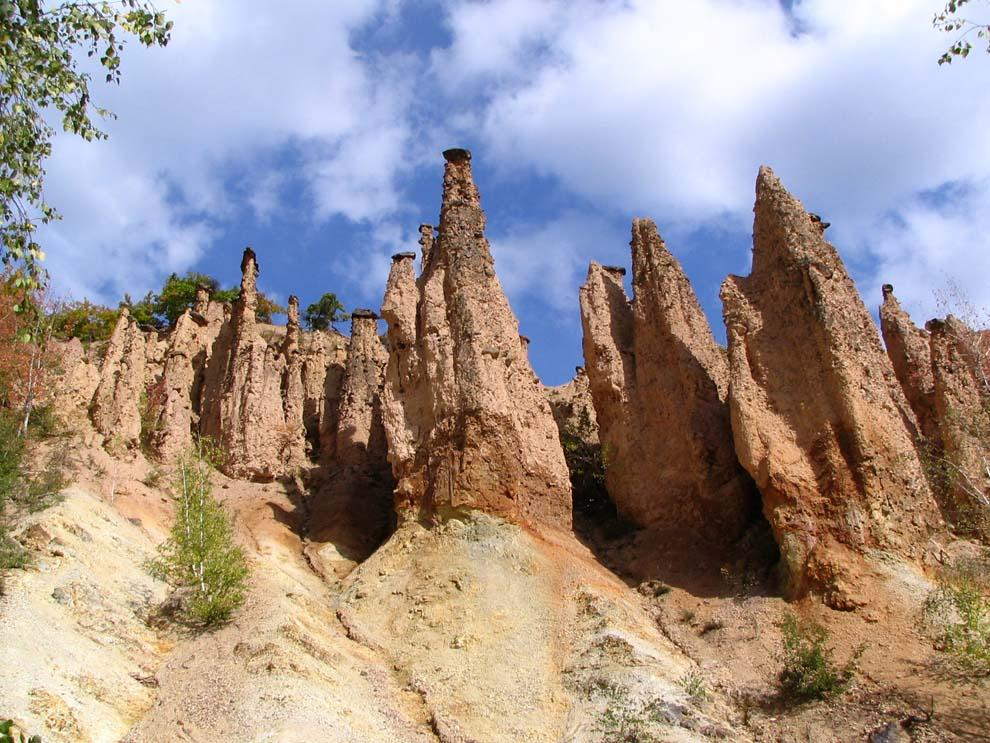
Đavolja varoš

Đavolja varoš (dt.: Teufelsstadt) ist eine Gruppe von über 200 zwei bis 15 Meter hohen Erdpyramiden im südserbischen Gebirge Radan auf dem Gebiet der Opština Kuršumlija. Đavolja varoš steht seit 1959 unter Naturschutz, 1995 wurde das Gebiet von der serbischen Regierung als Naturdenkmal benannt. Am Eingang gibt es ein Informationszentrum für Touristen, durch das Gebiet führt ein ausgebauter Wanderweg.